# Seznam kolumbijskih kolesarjev
Seznam kolumbijskih kolesarjev.

## A
- Janier Acevedo
- Winner Anacona
- Andrés Ardila
- Julián Arredondo
- Darwin Atapuma
- Edwin Ávila

## B
- Egan Bernal
- Carlos Betancur
- Santiago Botero
- Santiago Buitrago

## C
- Ángel Camargo
- Fernando Camargo
- Esteban Chaves

## G
- Fernando Gaviria

## H
- Sergio Henao
- Luis »Lucho« Herrera, »El jardinerito"
- Álvaro Hodeg

## L
- Luis Felipe Laverde
- Miguel Ángel López

## M
- Robinson Martínez
- Juan Sebastián Molano

## P
- Jarlinson Pantano
- Fabio Enrique Parra

## Q
- Nairo Quintana
- Carlos Quintero

## R
- Jhonatan Restrepo
- Einer Rubio

## S
- Cayetano Sarmiento
- Mauricio Soler
- Javier Suárez

## U
- Rigoberto Urán

## Z
- Javier Zapata